# Tyrannochthonius pusillus
Tyrannochthonius pusillus es una especie de arácnido  del orden Pseudoscorpionida de la familia Chthoniidae.

## Distribución geográfica
Se encuentra en Perú.